# Such a Shame
«Such a Shame» (рус. «Какая досада») — сингл британской группы Talk Talk, выпущенный в 1984 году, со второго альбома It’s My Life.

## История
Песня была выпущена синглом в 1984 году и стала большим хитом в 1984-85 гг. в континентальной Европе, попав в десятки лучших композиций в одних странах и на первые места в других. Вместе с тем сингл в значительной мере остался незамеченным в Великобритании. В США песня была в лучшей двадцатке Billboard Hot Dance Club Play.

## Список композиций
7 single
1. «Such a Shame» — 3:59
2. «Again, a Game...Again» — 4:10

12 — Maxi Single
1. «Such a Shame» (12" mix) — 6:55
2. «Such a Shame»
3. «Again, a Game...Again»

7 single - выпуск 1990 г.
1. «Such a Shame» (оригинальная версия) — 4:28
2. «Dum Dum Girl» (запись 1986 на фестивале джаза в Монтрё) — 3:39

## Чарты
| Год  | Чарт                      | Позиция |
| ---- | ------------------------- | ------- |
| 1984 | Austrian Singles Chart    | 2       |
| 1984 | German Singles Charts     | 2       |
| 1984 | Dutch Singles Chart       | 9       |
| 1984 | New Zealand Singles Chart | 39      |
| 1984 | French Singles Chart      | 7       |
| 1984 | Swiss Singles Chart       | 1       |
| 1984 | UK Albums Chart           | 49      |

## Версия Сандры
Один из четырёх синглов с альбома 2002 года The Wheel of Time певицы Сандры. На эту песню был также выпущен макси-сингл, включающий в себя Radio Edit-версию, две Mix-версии и Karaoke-версию.

## Список композиций
CD single
1. «Such a Shame» — 4:18

CD maxi-single
1. Such A Shame (Radio Edit) - 4:18
2. Such A Shame (Straight Dance Mix) (remix – Wolfgang Filz) - 7:54
3. Such A Shame (Cool Club Mix) (remix – Peter Ries) - 5:22
4. Such A Shame (Karaoke Version) - 4:18

## Чарты
| Год  | Чарт                  | Позиция |
| ---- | --------------------- | ------- |
| 2002 | Венгрия               | 19      |
| 2002 | German Singles Charts | 76      |
| 2002 | Чехия                 | 21      |

### Видеоклип
На песню выпущен видеоклип, снятый на Ивисе.